# عسل‌خوار جلیقه‌سرخ
عسل‌خوار جلیقه‌سرخ (نام علمی: Myzomela malaitae)، که همچنین به عنوان عسل‌خوار شکم‌سرخ شناخته می‌شود، گونه‌ای از پرندگان تیرهٔ عسل‌خواران (Meliphagidae) است. بومی مالایتا (جزایر سلیمان) است. زیستگاه‌های طبیعی آن جنگل‌های جلگه‌ای نمناک نیمه‌استوایی یا گرمسیری و جنگل‌های کوهستانی نمناک نیمه‌گرمسیری یا گرمسیری است. نابودی زیستگاه آن را تهدید می‌کند.